# Guy Saulmont
Guy Saulmont, né le 11 juillet 1937 au Brûly est un homme politique belge wallon, membre du PRL.
Il est instituteur et ancien instituteur en chef;
Chevalier de l'Ordre de Léopold.

## Carrière politique
- Conseiller communal de Cerfontaine.
- Sénateur belge du 23 octobre 1985 au 24 novembre 1991.
- Député belge du 24 novembre 1991 au 12 avril 1995.
  - Membre du Conseil interparlementaire consultatif de Benelux.